# Der Rächer (1960)
Der Rächer ist ein Kriminalfilm aus dem Jahr 1960. Die deutsche Edgar-Wallace-Produktion entstand unter der Regie von Karl Anton. Es ist der dritte Film der deutschsprachigen Edgar-Wallace-Kinofilmreihe.

## Handlung
Zwei Frauen finden an einem Bahnviadukt bei der englischen Stadt Esher den Kopf eines Mannes. Bei dem Enthaupteten handelte es sich um Francis Elmer, einen Beamten des Foreign Office. Da der Mord politische Motive haben könnte, beauftragt Geheimdienstchef Major Staines den fähigen Sicherheitsbeamten Michael Brixan mit gesonderten Nachforschungen. Wie Brixan erfährt, war Elmer bereits das zwölfte Opfer des sogenannten „Rächers“, der sich in Begleitschreiben als „Wohltäter“ bezeichnet. Bei allen Ermordeten handelte es sich um Kriminelle oder Verdächtige, die durch die Maschen des Gesetzes geschlüpft waren.
Die Spur führt Brixan nach Winchester, wo Francis Elmer zuletzt von dessen Nichte, der Filmkomparsin Ruth Sanders, gesehen wurde. In der Nähe der Stadt, vor der Kulisse des Schlosses von Henry Longvale, finden gerade Dreharbeiten zu einem Film statt. Brixan gibt sich zunächst als Journalist aus, um von Ruth mehr über den Verbleib ihres Onkels zu erfahren. Die Frau bringt ihn zu einem Zeitungsstand, wo Elmer vor seiner Ermordung einen Brief empfangen und sich für eine Annonce des „Wohltäters“ interessiert hat. Zurück am Drehort erfährt Ruth von Regisseur Jack Jackson, dass sie anstelle der eitlen Schauspielerin Stella Mendozza die Hauptrolle des Films übernehmen soll. Durch Zufall entdeckt Brixan die Seite eines Filmmanuskripts, die mit derselben Schreibmaschine getippt wurde wie die Begleitschreiben des „Rächers“. Der zwielichtige Dramaturg Lorenz Voss will nichts über deren Herkunft wissen.
Am nächsten Tag werden die Dreharbeiten bei dem benachbarten Schloss Griff Tower fortgesetzt. Dessen Besitzer, der grobschlächtige Sir Gregory Penn, ist Forscher und Sammler von Waffen aus aller Welt. Bei einer Schlossbesichtigung macht Brixan auch Bekanntschaft mit dem hünenhaften Diener Bhag, einem Eingeborenen, der Sir Gregory treu ergeben ist und ihm aufs Wort gehorcht. Der Schlossbesitzer will Ruth zum Abendessen einladen, was diese jedoch ablehnt. In der Nacht versucht Bhag in Ruths Hotelzimmer einzudringen. Brixan kann ihn im letzten Moment davon abhalten. Der findige Ermittler kommt dahinter, dass Voss im Auftrag von Sir Gregory das Fenster von Ruths Zimmer markiert hat, um sie von Bhag entführen zu lassen.
Die Schauspielerin Stella Mendozza erscheint tags darauf im Hotel, um ihre Rolle wiederzubekommen. Regisseur Jackson aber bleibt hart und entlässt auch den zwielichtigen Voss. Dieser behauptet gegenüber Stella und ihrem Kollegen Reggie Conolly, bald über genügend Geld für eine eigene Filmproduktion zu verfügen. Unterdessen geben Voss’ Unterlagen Brixan einige Rätsel auf, da eine Zeile im Notizbuch über die eingegangenen Filmmanuskripte geschwärzt wurde. Nachdem Brixan auf einer Filmaufnahme entdeckt hat, dass Sir Gregory im Schloss eine Frau gefangen hält, gelingt es ihm in der Nacht, dort einzudringen. Dabei wird er von Bhag entdeckt, der durch das Eingreifen eines Unbekannten an der Verfolgung Brixans gehindert wird.
Am folgenden Morgen findet man bei Leatherhead den Kopf des dreizehnten Opfers des „Rächers“, Lorenz Voss. Da er in dem beigefügten Zettel als Verräter bezeichnet wird, geht Brixan davon aus, dass Voss längst wusste, wer der Mörder ist. Als Brixan den angeblich ahnungslosen Sir Gregory mit einem Durchsuchungsbefehl überrascht, ist die gefangene Frau verschwunden. Tatsächlich konnte die junge Malaiin mithilfe ihres Bruders, der Bhag an der Verfolgung von Brixan gehindert hatte, aus dem Schloss fliehen. Während die beiden bei der Polizei in Sicherheit sind, taucht Stella Mendozza bei Sir Gregory auf. Dieser verspricht der eifersüchtigen Schauspielerin, dass er noch am Abend Ruth Sanders zu sich holen werde.
Am Abend erhält Brixan einen Laborbericht über die geschwärzte Zeile in Voss’ Notizheft. Obwohl daraus eindeutig hervorgeht, um wen es sich bei dem „Rächer“ handelt, wollen die Ermittler warten, bis sie den skrupellosen Verbrecher stellen können. Zur gleichen Zeit wird Ruth unter dem Vorwand einer plötzlich angesetzten Regiesitzung von Sir Gregory auf dessen Schloss entführt. Stella Mendozza, die sich ebenfalls dort aufhält, vertraut Ruth ihre Pistole an. Damit kann sich Ruth dem aufdringlichen Sir Gregory entziehen und aus dem Schloss entkommen. Auf der Flucht stürzt sie in einen der zahlreichen unterirdischen Stollen, die sich in dieser Gegend befinden. Als Michael Brixan von der Entführung erfährt, eilt er sofort zu Sir Gregory. Dort trifft er auf Stella Mendozza, die berichtet, dass Sir Gregory zu Henry Longvale gegangen sei. Brixan weiß längst, dass Longvale ein eifriger Verehrer seines Ahnen Charles Henri Longvale, des einstigen Erbscharfrichters von Frankreich, ist. Unter wahnhaftem Zwang hat Henry Longvale als „Rächer“ das Erbe seines Vorfahren fortgesetzt. Durch einen Trick gelingt es Longvale, neben Sir Gregory auch Brixan und Ruth in seine Gewalt zu bringen. Im letzten Moment greift der vermeintlich gefährliche Bhag ein. Der „Rächer“ stirbt schließlich auf seiner eigenen Guillotine durch Bhag.

## Entstehungsgeschichte

### Vorgeschichte
Nach dem Start der Edgar-Wallace-Reihe durch Rialto Film und dem Constantin-Filmverleih mit Der Frosch mit der Maske (1959) und Der rote Kreis (1960) sicherten sich die beiden Firmen bei Penelope Wallace sämtliche noch verfügbaren Filmrechte an den Kriminalromanen von Edgar Wallace. Zu diesem Zeitpunkt waren die Rechte an zwei Romanen bereits verkauft: Der Rächer an Kurt Ulrich und Die gelbe Schlange an Artur Brauner.

### Vorproduktion und Drehbuch
1960 ahnte kaum jemand, wie lange der Erfolg der Wallace-Filme anhalten würde. Während Brauner mit seiner Verfilmung Der Fluch der gelben Schlange mehr als zwei Jahre abwartete, auch um sich mit dem Constantin-Filmverleih zu arrangieren, reagierte Kurt Ulrich weniger geduldig. Die Vorbereitungen zu Der Rächer liefen auf Hochtouren, um die Produktion noch vor der Uraufführung des dritten Rialto-Wallace-Films Die Bande des Schreckens in die Kinos zu bringen. Der Europa-Filmverleih, der den „Rächer“ in der Bundesrepublik vermarkten sollte, setzte große Hoffnungen in das Projekt und erwartete fünf Millionen Besucher in 3000 Lichtspielhäusern.
Die Romanvorlage The Avenger war 1926 als englische Originalausgabe erschienen. Bereits ein Jahr später wurde die deutsche Erstübersetzung unter dem Titel Der Rächer im Wilhelm Goldmann Verlag veröffentlicht. Ab 1955 war das Werk als Goldmanns Taschen-Krimi Band 60 erhältlich.
Um die etwas schwerfällige Geschichte aufzuwerten, engagierte man mit Gustav Kampendonk und Rudolf Katscher gleich zwei erfahrene Drehbuchautoren. Während sich Kampendonk vor allem durch zahlreiche Filmkomödien einen Namen gemacht hatte, war Katscher sowohl mit dem Genre des Kriminalfilms als auch mit dem Handlungsort bestens vertraut. Vor 1933 bildete Katscher mit Egon Eis ein erfolgreiches Autorenteam. Zusammen hatten sie das Drehbuch des 1931 gedrehten Edgar-Wallace-Films Der Zinker geschrieben. Nachdem Rudolf Katscher 1935 nach London emigriert war, arbeitete er unter dem Namen Rudolph Cartier unter anderem für die BBC. Da Egon Eis nun das Drehbuch des erfolgreichen Der Frosch mit der Maske geschrieben hatte, war Rudolf Katscher die naheliegende Wahl für einen weiteren Wallace-Film.
Als Regisseur verpflichtete man den in Prag geborenen, bereits seit der Stummfilmzeit tätigen Karl Anton. Der Rächer war seine letzte Arbeit als Filmregisseur.

### Besetzung
Großes Gespür bewies Produzent Kurt Ulrich bei der Wahl der Schauspieler. Mit Heinz Drache, Klaus Kinski und Siegfried Schürenberg engagierte er drei Darsteller, die in den Wallace-Filmen der Rialto Film noch zu wahren Stars der Reihe avancieren sollten. Auch Ingrid van Bergen, Rainer Brandt, Friedrich Schoenfelder, Maria Litto, Franz-Otto Krüger, Rainer Penkert und Albert Bessler waren noch in weiteren Wallace-Adaptionen zu sehen. Benno Sterzenbach, Ina Duscha, Ludwig Linkmann und Al Hoosman ergänzten das Ensemble.

### Produktion

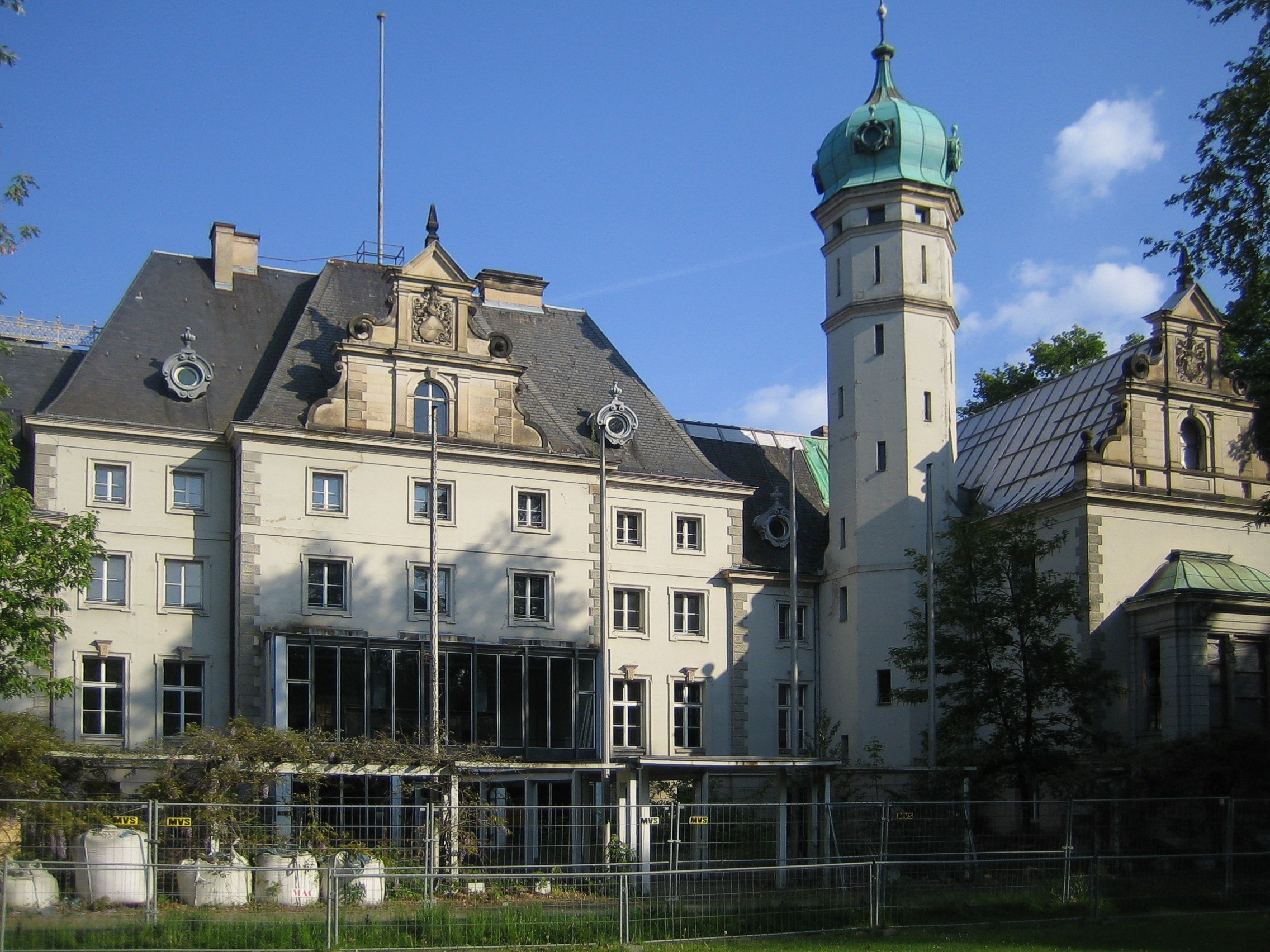
Das Jagdschloss Glienicke, im Film das Schloss von Sir Gregory Penn

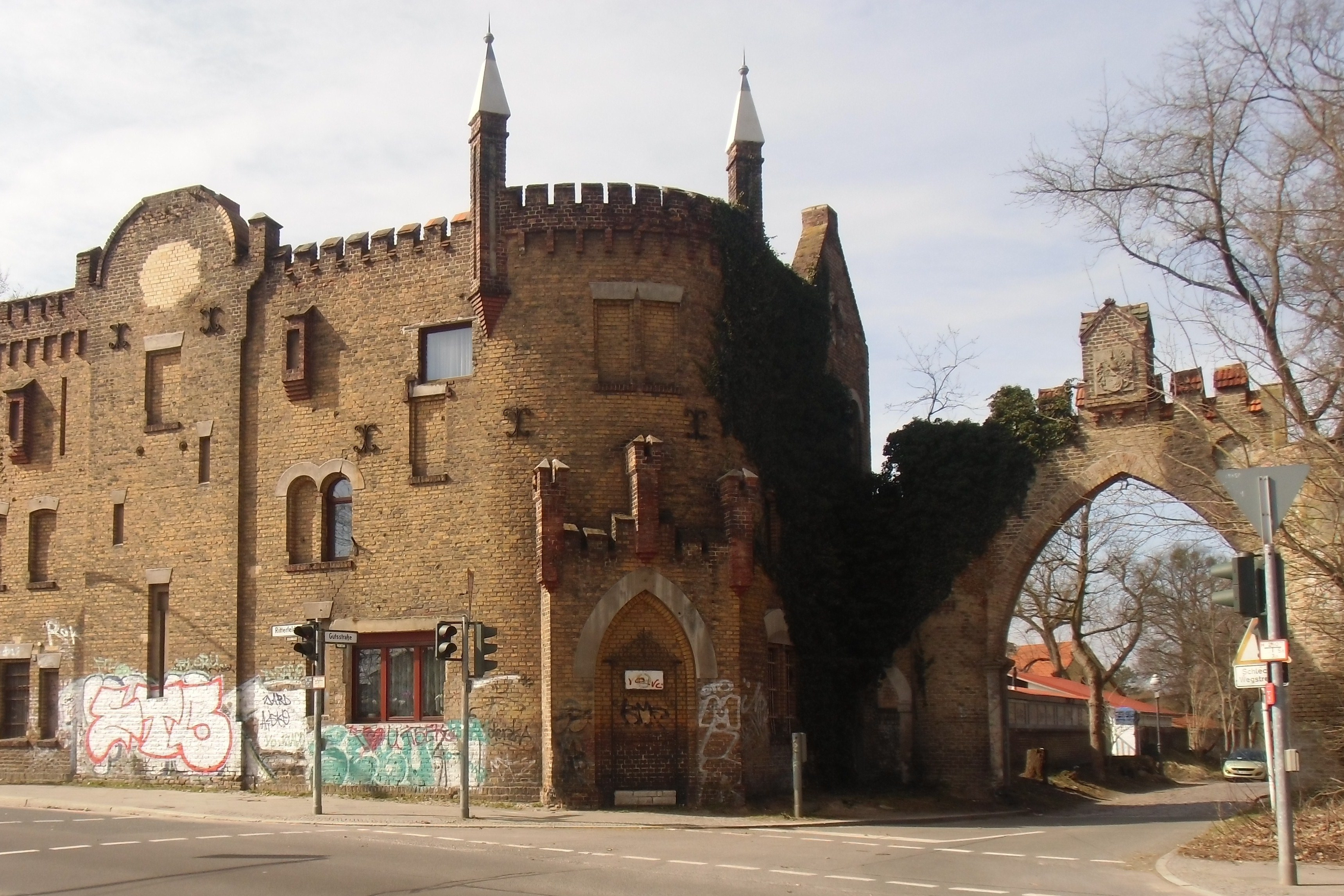
Spandauer Tor und Nachbargebäude dienten als Kulisse für Schloss Longvale

Die Dreharbeiten für den im Breitwandformat 1:1,66 produzierten Schwarzweißfilm fanden vom 31. Mai bis 20. Juni 1960 statt. Die Außenaufnahmen entstanden, abgesehen von einigen Archivaufnahmen aus London, in West-Berlin. So filmte man am Jagdschloss Glienicke die Szenen vor dem Schloss von Sir Gregory Penn. Als Kulisse für das Schloss Longvale diente im Film das zum ehemaligen Rittergut Groß Glienicke gehörige Spandauer Tor mit Nachbargebäude im Ortsteil Kladow. Die Aufnahmen in den unterirdischen Stollen entstanden in der Spandauer Zitadelle. Die Innenaufnahmen drehte man im ARRI-Filmatelier in München. Die Filmbauten stammten von Willi A. Herrmann und Curt Stallmach. Für die Kostüme war Trude Ulrich verantwortlich. Die Herstellungsleitung übernahm Heinz Willeg.

### Filmmusik
Die Filmmusik wurde von Peter Sandloff komponiert. Fünf Musiktitel des Soundtracks erschienen im Jahr 2000 auf der CD Kriminalfilmmusik No. 4:
1. Titelmusik 2:06
2. Malaiischer Tanz 1:07
3. Hotelmusik 2:19
4. Die Guillotine 0:56
5. Schlußmusik 2:00

## Rezeption

### Veröffentlichung
Der Film wurde von der FSK ohne Schnittauflagen ab 16 Jahren freigegeben und am 5. August 1960 im Turmpalast in Frankfurt am Main uraufgeführt. Bereits zwei Tage vor Ende der Dreharbeiten zu diesem Film begannen unter der Regie von Harald Reinl die Aufnahmen für den Wallace-Film Die Bande des Schreckens, der nur 20 Tage nach Der Rächer uraufgeführt wurde. Die Besucherzahlen von Der Rächer ließen nach dem Start des deutlich härter inszenierten Konkurrenzfilms zwar deutlich nach. Mit 2,5 Millionen Besuchern und erfolgreichen Wiederaufführungen erwies sich der Film für Kurt Ulrich aber dennoch als gutes Geschäft.
Zudem konnte der Film auch im Ausland vermarktet werden und lief dort unter anderem unter den folgenden Titeln:
- Belgien, französischer Titel: Le Vengeur
- Belgien, niederländischer Titel: De Wreker
- Brasilien: El vengador Misterioso
- Dänemark: Hævneren
- Finnland: Pirullista himoa
- Frankreich: Le vengeur défie Scotland Yard
- Griechenland: O ekdikitis apeilei tin Scotland Yard
- Italien: Il vendicatore misterioso
- Mexiko: El vengador misterioso
- Uruguay: El mensajero de la muerte
- Vereinigte Staaten: The Avenger

Der Rächer wurde am 25. April 1992 auf Sat.1 erstmals im deutschen Fernsehen ausgestrahlt. Für die ebenfalls in den 1990er Jahren erfolgte Veröffentlichung als Kaufvideo wurde die Altersfreigabe des Films von 16 auf 12 Jahre herabgestuft. 2006 erschien der Film als Kopie der analogen Fernsehfassung auf DVD.

### Kritiken
„Liegt es am Thema oder am Drehbuch, liegt’s an der Regie (Karl Anton) oder an Wallace? - der ‚Rächer‘ jedenfalls gruselt nicht mehr als das Pappdeckelgespenst in der Geisterbahn, und kriminalöse Spannung wird von jedem Halbstarken, der mit dem Moped um die Ecke fährt, besser ‚dargestellt‘.“

„Diese Verfilmung klassischer Kriminal-Literatur vermittelt – nicht ganz im angelsächsischen Stil des Originals, aber mit sicheren Akteuren in atmosphärevoller Umwelt […] – Kriminalfilm-Kundschaft einige Spannung.“

„Von jener Erzähltechnik des Meisters mit der ellenlangen Zigarettenspitze, der Handlung bewusst Irrlichter aufzusetzen, statt psychologischer Differenzierungen origineller Typen zu zeichnen und mit einer überraschenden ‚Pointe‘ den Leser zu verblüffen, ist nichts geblieben. Statt dessen: staubtrockene Dialoge, synthetisches Gruseln oder vorgefasstes Nierentisch-Gehabe. Lächerlich, wenn am Rande ein Filmteam karikiert wird, so dürfte es allenfalls hier bei den Dreharbeiten zugegangen sein. Und leider: Es ist unmöglich, von diesem Film gefesselt zu sein.“

„Der sonst in seinen Kriminalromanen häufig recht vordergründige Edgar Wallace lieferte diese hintergründig motivierte, von den deutschen Filmverfertigern modern ausstaffierte Story von den rollenden Köpfen. Das plätschert teils unverbindlich munter dahin, teils rieselt es, einem etwas angestaubten Gruselkabinett entstammend, auf den geduldigen Zuschauer herab. Ein bißchen mehr Mut zur Parodie hätte es erträglicher werden lassen. Klaus Kinsky [sic!] als einer der Bösewichter zeigte einen schönen Ansatz in dieser Richtung.“

„Unbeholfener Krimi aus der populären Edgar-Wallace-Serie; reizvoll allenfalls durch die Patina, die der Film inzwischen angesetzt hat.“

„Dem Frühwerk der Serie fehlen leider der makabre Humor und der Irrwitz späterer Wallace-Werke. Vielleicht lag’s daran, dass Regieveteran Karl Anton und sein Drehbuchautor Komödienspezialisten ohne Krimierfahrung waren und der Film unter hohem Zeitdruck entstand.“

„Schaurig-schön, aber holprig inszeniert.“